# バレーボール欧州選手権小国部門
バレーボール欧州選手権小国部門（CEV European Championship - Small Countries Division）は、欧州バレーボール連盟が主催するバレーボールナショナルチームの国際大会である。

## 歴史・概要
2000年にマルタにて第1回大会が開幕。通常のバレーボール欧州選手権に出場することができないヨーロッパの小国のナショナルチームを対象としており、男女とも15カ国に参加資格が与えられている。本選に出場するには予選を勝ち抜かなければならず、2007年大会以降、予選の上位4カ国による総当たり戦で本選が争われている。

## 参加国
| - アンドラ - キプロス - ウェールズ - ジブラルタル - グリーンランド | - アイルランド - 北アイルランド - アイスランド - フェロー諸島 - リヒテンシュタイン | - ルクセンブルク - マルタ - モナコ - サンマリノ - スコットランド |

## 歴代成績

### 男子
| 開催年          | 開催都市             | 優勝     | 準優勝         | 3位            |
| --------------- | -------------------- | -------- | -------------- | -------------- |
| 2000年（第1回） | バレッタ             | キプロス | スコットランド | ルクセンブルク |
| 2002年（第2回） | アンドラ・ラ・ベリャ | キプロス | アイスランド   | スコットランド |
| 2004年（第3回） | ルクセンブルク市     | キプロス | ルクセンブルク | フェロー諸島   |
| 2007年（第4回） | リマソール           | キプロス | アンドラ       | ルクセンブルク |
| 2009年（第5回） | ルクセンブルク市     | キプロス | ルクセンブルク | アイスランド   |
| 2011年（第6回） | アンドラ・ラ・ベリャ | キプロス | ルクセンブルク | アンドラ       |

### 女子
| 開催年          | 開催都市         | 優勝         | 準優勝         | 3位                |
| --------------- | ---------------- | ------------ | -------------- | ------------------ |
| 2000年（第1回） | バレッタ         | キプロス     | サンマリノ     | マルタ             |
| 2002年（第2回） | ルクセンブルク市 | サンマリノ   | キプロス       | ルクセンブルク     |
| 2004年（第3回） | ファドゥーツ     | キプロス     | ルクセンブルク | リヒテンシュタイン |
| 2007年（第4回） | グラスゴー       | アイスランド | ルクセンブルク | キプロス           |
| 2009年（第5回） | ファドゥーツ     | キプロス     | サンマリノ     | ルクセンブルク     |
| 2011年（第6回） | ルクセンブルク市 | キプロス     | サンマリノ     | ルクセンブルク     |